# Feuchtgebiete um Altshausen
Das Gebiet Feuchtgebiete um Altshausen ist ein 2005 durch das Regierungspräsidium Tübingen nach der Richtlinie 92/43/EWG (Fauna-Flora-Habitat-Richtlinie) angemeldetes Schutzgebiet (Schutzgebietskennung DE-8023-341) im Südosten des deutschen Landes Baden-Württemberg. Mit Verordnung des Regierungspräsidiums Tübingen vom 5. November 2018 (in Kraft getreten am 11. Januar 2019), wurde das Schutzgebiet ausgewiesen. 

## Lage
Das rund 1.400 Hektar (ha) große Schutzgebiet Feuchtgebiete um Altshausen gehört naturräumlich zum Oberschwäbischen Hügelland. Seine 16 Teilgebiete liegen in den Städten und Gemeinden Altshausen (126,12 ha), Aulendorf (70,07 ha), Ebenweiler (196,18 ha), Ebersbach-Musbach (238,22 ha), Eichstegen (14,01 ha), Fronreute (238,22 ha), Guggenhausen (42,04 ha), Hoßkirch (70,07 ha) und Wolpertswende (238,22 ha) im Norden des Landkreises Ravensburg (1.233,1 ha) sowie Bad Saulgau (182,17 ha) im Landkreis Sigmaringen (182,2 ha).

## Schutzzweck
Wesentlicher Schutzzweck ist die Erhaltung einer eiszeitlich geprägte Landschaft zwischen äußerer und innerer Würm-Endmoräne mit naturnahen Moorbereichen, zum Teil lebenden Hochmooren und Moorwäldern, naturnahen und extensiv genutzten
Niedermoorbereichen, naturnahen Weihern, dystrophen und natürlichen eutropohe Seen sowie einem mesotrophen See, Bächen mit großen Populationen des Kammmolchs sowie Resten von Streuwiesen und Weihern mit zum Teil traditioneller Weiherbewirtschaftung.

### Lebensraumtypen
Folgende Lebensraumtypen nach Anhang I der FFH-Richtlinie kommen im Gebiet vor:
| EU Code | * | Lebensraumtyp (offizielle Bezeichnung)                                                                              | Kurzbezeichnung                                       |
| ------- | - | --- | ----------------------------------------------------- |
| 3130    |   | Oligo- bis mesotrophe stehende Gewässer mit Vegetation der Littorelletea uniflorae und/oder der Isoëto-Nanojuncetea | Nährstoffarme bis mäßig nährstoffreiche Stillgewässer |
| 3150    |   | Natürliche eutrophe Seen mit einer Vegetation des Magnopotamions oder Hydrocharitions                               | Natürliche nährstoffreiche Seen                       |
| 3160    |   | Dystrophe Seen und Teiche                                                                                           | Dystrophe Seen                                        |
| 3260    |   | Flüsse der planaren bis montanen Stufe mit Vegetation des Ranunculion fluitantis und des Callitricho-Batrachion     | Fließgewässer mit flutender Wasservegetation          |
| 6410    |   | Pfeifengraswiesen auf kalkreichem Boden, torfigen und tonig-schluffigen Böden (Molinion caeruleae)                  | Pfeifengraswiesen                                     |
| 6430    |   | Feuchte Hochstaudenfluren der planaren und montanen bis alpinen Stufe                                               | Feuchte Hochstaudenfluren                             |
| 6510    |   | Magere Flachland-Mähwiesen (Alopecurus pratensis, Sanguisorba officinalis)                                          | Magere Flachland-Mähwiesen                            |
| 7110    |   | Lebende Hochmoore                                                                                                   | Naturnahe Hochmoore                                   |
| 7120    | * | Noch renaturierungsfähige degradierte Hochmoore                                                                     | Geschädigte Hochmoore                                 |
| 7140    |   | Übergangs- und Schwingrasenmoore                                                                                    | Übergangs- und Schwingrasenmoore                      |
| 7150    |   | Torfmoor-Schlenken (Rhynchosporion)                                                                                 | Torfmoor-Schlenken                                    |
| 7220    | * | Kalktuffquellen (Cratoneurion)                                                                                      | Kalktuffquellen*                                      |
| 7230    |   | Kalkreiche Niedermoore                                                                                              | Kalkreiche Niedermoore                                |
| 9130    |   | Waldmeister-Buchenwald (Asperulo-Fagetum)                                                                           | Waldmeister-Buchenwald                                |
| 91D0    | * | Moorwälder | Moorwälder                                            |
| 91E0    | * | Auenwälder mit Alnus glutinosa und Fraxinus excelsior (Alno-Padion, Alnion incanae, Salicion albae)                 | Auenwälder mit Erle, Esche, Weide                     |
| 9410    |   | Montane bis alpine bodensaure Fichtenwälder (Vaccinio-Piceetea)                                                     | Bodensaure Nadelwälder                                |

### Lebensraumklassen
|                                                        |                                                        |  |      |      |
| Nichtwaldgebiete mit hölzernen Pflanzen, Gestrüpp usw. | Nichtwaldgebiete mit hölzernen Pflanzen, Gestrüpp usw. |  | 1 %  | 1 %  |
| Laubwald                                               | Laubwald                                               |  | 6 %  | 6 %  |
| Mischwald                                              | Mischwald                                              |  | 16 % | 16 % |
| Nadelwald                                              | Nadelwald                                              |  | 20 % | 20 % |
| Feuchtes und mesophiles Grünland                       | Feuchtes und mesophiles Grünland                       |  | 32 % | 32 % |
| Binnengewässer, fließend und stehend                   | Binnengewässer, fließend und stehend                   |  | 6 %  | 6 %  |
| Moore, Sümpfe, Uferbewuchs                             | Moore, Sümpfe, Uferbewuchs                             |  | 5 %  | 5 %  |
| Trockengelegtes Grünland                               | Trockengelegtes Grünland                               |  | 7 %  | 7 %  |
| Anderes Ackerland                                      | Anderes Ackerland                                      |  | 7 %  | 7 %  |
|                                                        |                                                        |  |      |      |

### Arteninventar
Folgende Arten von gemeinschaftlichem Interesse kommen im Gebiet vor:
| Bild                                | EU Code | * | Art                                 | wissenschaftlicher Name  | Artengruppe           |
| ----------------------------------- | ------- | - | ----------------------------------- | ------------------------ | --------------------- |
| Schmale Windelschnecke              | 1014    |   | Schmale Windelschnecke              | Vertigo angustior        | Schnecken             |
| Bauchige Windelschnecke             | 1016    |   | Bauchige Windelschnecke             | Vertigo moulinisana      | Schnecken             |
| Kleine Flussmuschel                 | 1032    |   | Kleine Flussmuschel                 | Unio crassus             | Muscheln              |
| Große Moosjungfer                   | 1042    |   | Große Moosjungfer                   | Leucorrhinia pectoralis  | Libellen              |
| Dunkler Wiesenknopf-Ameisenbläuling | 1061    |   | Dunkler Wiesenknopf-Ameisenbläuling | Maculinea nausithous     | Schmetterlinge        |
| Bitterling                          | 1134    |   | Bitterling                          | Rhodeus sericeus         | Fische und Rundmäuler |
| Kammmolch                           | 1166    |   | Kammmolch                           | Triturus cristatus       | Amphibien             |
| Gelbbauchunke                       | 1193    |   | Gelbbauchunke                       | Bombina variegata        | Amphibien             |
| Großes Mausohr                      | 1324    |   | Großes Mausohr                      | Myotis myotis            | Säugetiere            |
| Biber                               | 1337    |   | Biber                               | Castor fiber             | Säugetiere            |
| Firnisglänzendes Sichelmoos         | 1381    |   | Firnisglänzendes Sichelmoos         | Drepanocladus vernicosus | Moose                 |
| Grünes Koboldmoos                   | 1386    |   | Grünes Koboldmoos                   | Buxbaumia viridis        | Moose                 |
| Gelber Frauenschuh                  | 1902    |   | Gelber Frauenschuh                  | Cypripedium calceolus    | Pflanzen              |
| Sumpf-Glanzkraut                    | 1903    |   | Sumpf-Glanzkraut                    | Liparis loeselii         | Pflanzen              |

## Zusammenhängende Schutzgebiete
Folgende Naturschutzgebiete liegen ganz oder teilweise im FFH-Gebiet Feuchtgebiete um Altshausen:
- Booser-Musbacher Ried
- Bibersee
- Dornacher Ried mit Häckler Ried, Häckler Weiher und Buchsee
- Blinder See
- Vorsee-Wegenried
- Schreckensee
- Ebenweiler See
- Dolpenried
- Altshauser Weiher